# Hypoponera lamottei
Hypoponera lamottei es una especie de hormiga del género Hypoponera, subfamilia Ponerinae.